# Tres Cruces (ort i Argentina)
Tres Cruces är en ort i Argentina.   Den ligger i provinsen Jujuy, i den norra delen av landet, 1 500 km nordväst om huvudstaden Buenos Aires. Tres Cruces ligger 3 704 meter över havet och antalet invånare är 456.
Terrängen runt Tres Cruces är kuperad österut, men västerut är den platt. Runt Tres Cruces är det mycket glesbefolkat, med 4 invånare per kvadratkilometer.. Det finns inga andra samhällen i närheten. 
Omgivningarna runt Tres Cruces är i huvudsak ett öppet busklandskap.